# Demisalto robustus
Demisalto robustus är en kvalsterart som först beskrevs av Coetzee 1993.  Demisalto robustus ingår i släktet Demisalto och familjen Zetomotrichidae. Inga underarter finns listade i Catalogue of Life.